# Blennosperma
 Blennosperma  Lessing., 1832 è un genere di piante angiosperme dicotiledoni della famiglia delle Asteraceae (sottofamiglia Asteroideae).

## Etimologia
L'etimologia del nome del genere (Blennosperma) deriva da due parole greche "blennos" (= muco) e "sperma" (= seme) e fa riferimento agli acheni che diventano mucillaginose quando vengono bagnati.
Il nome scientifico del genere è stato definito dal botanico Christian Friedrich Lessing (1809-1862) nella pubblicazione " Synopsis Generum Compositarum Earumque Dispositionis Novae Tentamen Monographiis Multarum Capensium Interjectis... Berolini [Berlin]" ( Syn. Gen. Compos. 267) del 1832.

## Descrizione
Habitus. Le specie di questo genere hanno un habitus di tipo erbaceo annuale con piccole stature (3 – 12 cm). Le superfici delle piante possono essere sia glabre che pubescenti per peli semplici.
Radici. Le radici sono fittonanti.
Fusto. La parte aerea in genere è eretta, semplice o ramosa.
Foglie. Le foglie sono cauline (ma anche basali) disposte in modo alternato e sono sessili. Il contorno della lamina è pennatifido con 2 - 15 lobi lineari.  A volte sono carnose. Le facce sono glabre o scarsamente fioccose-tomentose.
Infiorescenza. Le sinflorescenze sono composte da capolini solitari e nudi. Le infiorescenze vere e proprie sono formate da un capolino terminale peduncolato di tipo radiato. Alla base dell'involucro (la struttura principale del capolino) può essere presente (ma non sempre) un calice formato da alcune brattee fogliacee. I capolini sono formati da un involucro, con forme più o meno emisferiche, composto da 5 - 13 brattee, al cui interno un ricettacolo fa da base ai fiori di due tipi: quelli esterni del raggio e quelli più interni del disco. Le brattee sono disposte in modo embricato su due serie e possono essere connate alla base. Il ricettacolo, a volte alveolato, è nudo (senza pagliette a protezione della base dei fiori); la forma è conica. Diametro degli involucri: 3 – 6 mm.
Fiori.  I fiori (fiori del raggio: 5 - 13; fiori del disco: 20 - 60) sono tetra-ciclici (formati cioè da 4 verticilli: calice – corolla – androceo – gineceo) e pentameri (calice e corolla formati da 5 elementi). Sono inoltre ermafroditi, più precisamente i fiori del raggio (quelli ligulati e zigomorfi) sono femminili; mentre quelli del disco centrale (tubulosi e actinomorfi) sono funzionalmente maschili.
- Formula fiorale:

*/x K {\displaystyle \infty }, [C (5), A (5)], G 2 (infero), achenio
- Calice: i sepali del calice sono ridotti ad una coroncina di squame.
- Corolla: nella parte inferiore i petali della corolla sono saldati insieme e formano un tubo. In particolare le corolle dei fiori del disco centrale (tubulosi) terminano con delle fauci dilatate a raggiera con cinque brevi lobi più o meno patenti. Nella corolla dei fiori periferici (ligulati) il tubo è molto ridotto (corolle sessili) e subito ha una forma ligulata, terminante più o meno con cinque dentelli. Il colore delle corolle è giallo o purpureo.
- Androceo: gli stami sono 5 con dei filamenti liberi. La parte basale del collare dei filamenti può essere dilatata. Le antere invece sono saldate fra di loro e formano un manicotto che circonda lo stilo. Le antere sono senza coda ("ecaudate"). La struttura delle antere è di tipo tetrasporangiato, raramente sono bisporangiate. Il tessuto endoteciale è polarizzato. Il polline è tricolporato (tipo "helianthoid").[11]
- Gineceo: lo stilo è biforcato con due stigmi nella parte apicale (lo stilo dei fiori maschili è semplice). Le superfici stigmatiche sono continue.  L'ovario è infero uniloculare formato da 2 carpelli.

Frutti. I frutti sono degli acheni con pappo. La forma degli acheni è obovoide; la superficie è percorsa da 5 - 6 coste longitudinali ed è pubescente per peli mucillaginosi o papille. Non sempre il carpoforo è distinguibile. Il pappo è assente.

## Biologia
Impollinazione: l'impollinazione avviene tramite insetti (impollinazione entomogama tramite farfalle diurne e notturne).

Riproduzione: la fecondazione avviene fondamentalmente tramite l'impollinazione dei fiori (vedi sopra).

Dispersione: i semi (gli acheni) cadendo a terra sono successivamente dispersi soprattutto da insetti tipo formiche (disseminazione mirmecoria). In questo tipo di piante avviene anche un altro tipo di dispersione: zoocoria. Infatti gli uncini delle brattee dell'involucro (se presenti) si agganciano ai peli degli animali di passaggio disperdendo così anche su lunghe distanze i semi della pianta. Inoltre per merito del pappo il vento può trasportare i semi anche a distanza di alcuni chilometri (disseminazione anemocora).

## Distribuzione e habitat
Le specie di questo genere sono distribuite nel Nuovo Mondo (California e Cile).

## Tassonomia
La famiglia di appartenenza di questa voce (Asteraceae o Compositae, nomen conservandum) probabilmente originaria del Sud America, è la più numerosa del mondo vegetale, comprende oltre 23.000 specie distribuite su 1.535 generi, oppure 22.750 specie e 1.530 generi secondo altre fonti (una delle checklist più aggiornata elenca fino a 1.679 generi). La famiglia attualmente (2021) è divisa in 16 sottofamiglie; la sottofamiglia Asteroideae è una di queste e rappresenta l'evoluzione più recente di tutta la famiglia.

### Filogenesi
Il genere di questa voce appartiene alla sottotribù Tussilagininae della tribù Senecioneae (una delle 21 tribù della sottofamiglia Asteroideae). La sottotribù descritta in tempi moderni da Bremer (1994), dopo le analisi di tipo filogenetico sul DNA del plastidio (Pelser et al., 2007) è risultata parafiletica con le sottotribù Othonninae e Brachyglottidinae annidiate al suo interno. Attualmente con questa nuova circoscrizione la sottotribù Tussilagininae s.s. risulta suddivisa in quattro subcladi.
Il genere di questa voce appartiene al subclade abbastanza ben supportato (se si esclude il genere Abrotanella, unico genere della sottotribù Abrotanellinae, in precedenza incluso in questo gruppo) chiamato (informalmente) "Blennospermatinae Nordenstam, 1977" formato dalle specie dei generi Crocidium, Ischnea e Blennosperma. Questo gruppo è caratterizzato da un involucro biseriato, dai fiori del raggio privi del bulbo, da acheni con pappo quasi nullo e numero cromosomico di base x= 7, 8 o 9. In questo piccolo clade Crocidium è "basale" mentre gli altri due generi formano un "gruppo fratello".
l cladogramma seguente, tratto dallo studio citato e semplificato, mostra una possibile configurazione filogenetica del gruppo.
|  | Crocidium                                                |
|  |                                                          |
|  | \| \| Blennosperma \| \| \| \| \| \| Ischnea \| \| \| \| |
|  |                                                          |
|  | Blennosperma                                             |
|  |                                                          |
|  | Ischnea                                                  |
|  |                                                          |

|  | Blennosperma |
|  |              |
|  | Ischnea      |
|  |              |

I caratteri distintivi del genere  Blennosperma sono:
- il ciclo biologico è annuale;
- il portamento è composto da piccole erbe solitarie;
- le foglie sono disposte in modo alterno e sono perlopiù pennatifide;
- gli acheni sono ricoperti di papille;
- il pappo è assente.

Il numero cromosomico delle specie di questo genere è: 2n = 14, 16, 18 e 36.

### Elenco delle specie
Questo genere ha 3 specie:
- Blennosperma bakeri Heiser
- Blennosperma chilense  Less.
- Blennosperma nanum  (Hook.) S.F.Blake

### Sinonimi
Sono elencati alcuni sinonimi per questa entità:
- Apalus DC., 1836
- Coniothele  DC., 1836